# Gastrostomobdellidae
Gastrostomobdellidae é uma família de anelídeos pertencentes à ordem Arhynchobdellida.
Géneros:
- Gastrostomobdella Moore, 1929
- Kumabdella Richardson, 1971